# ÖBB 4010 sorozat
Az ÖBB 4010 sorozat egy osztrák 15 kV, 16,7 Hz AC áramrendszerű villamosmotorvonat-sorozat volt. 1965 és 1978 között gyártotta a SGP és a BES (BBC, ELIN, Siemens). Összesen 29 épült az ÖBB részére. A sorozatot 2008-ban selejtezték.

## Galéria

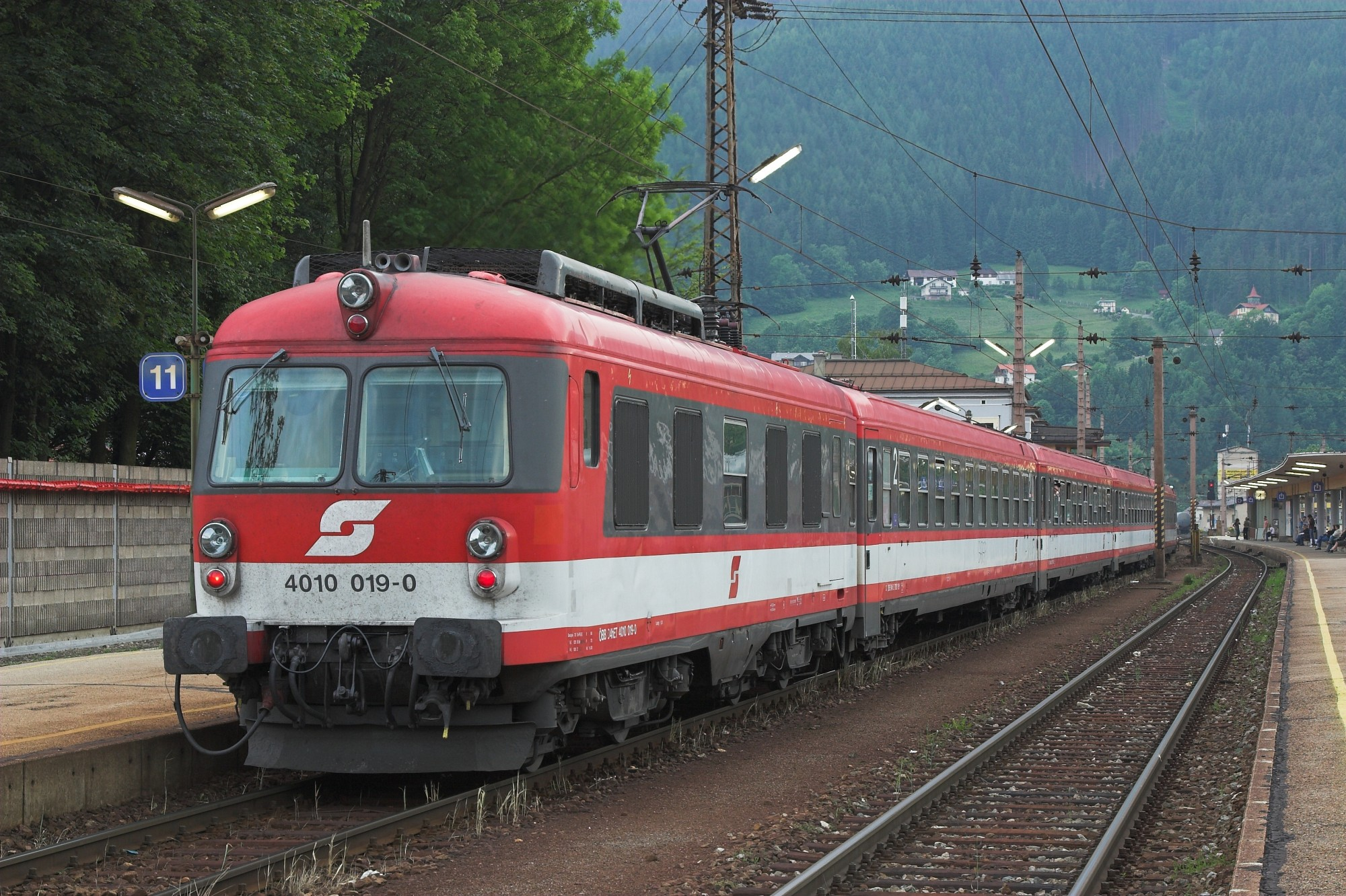
Az ÖBB 4010 019-0 (modernizált) Mürzzuschlag állomáson
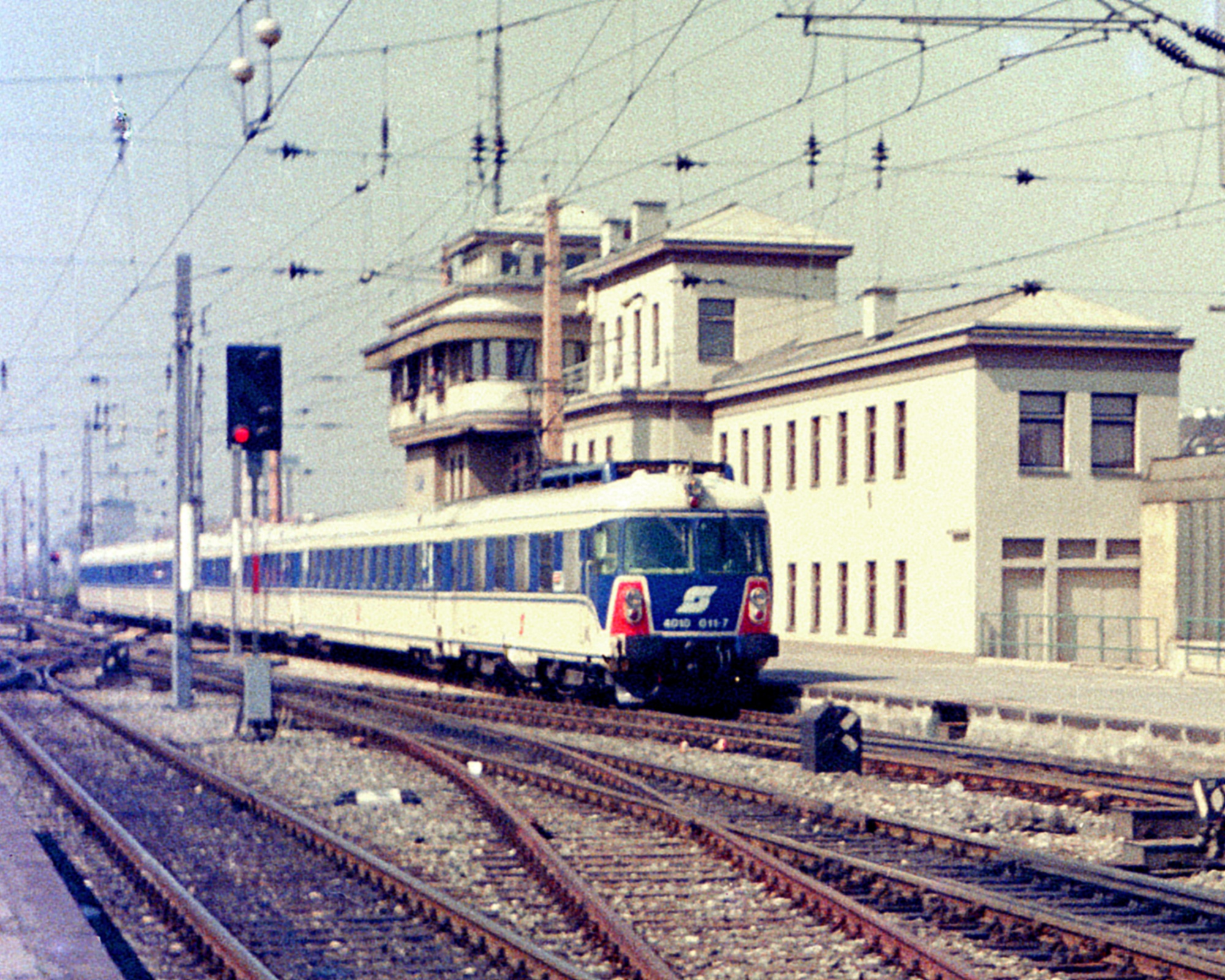
4010 011 beim Stellwerk des Wiener Südbahnhofes
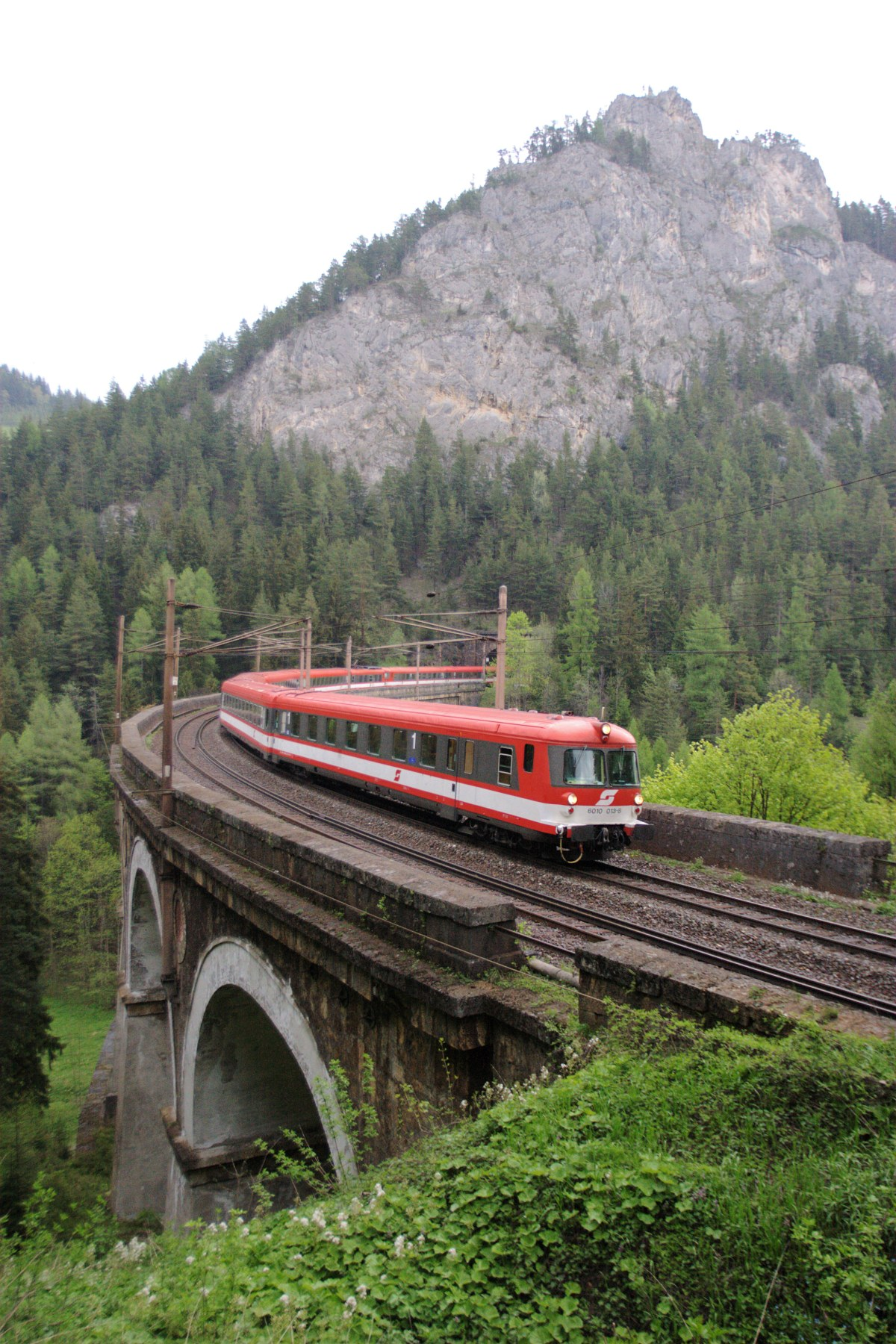
Vezérlőkocsival Semmering felé
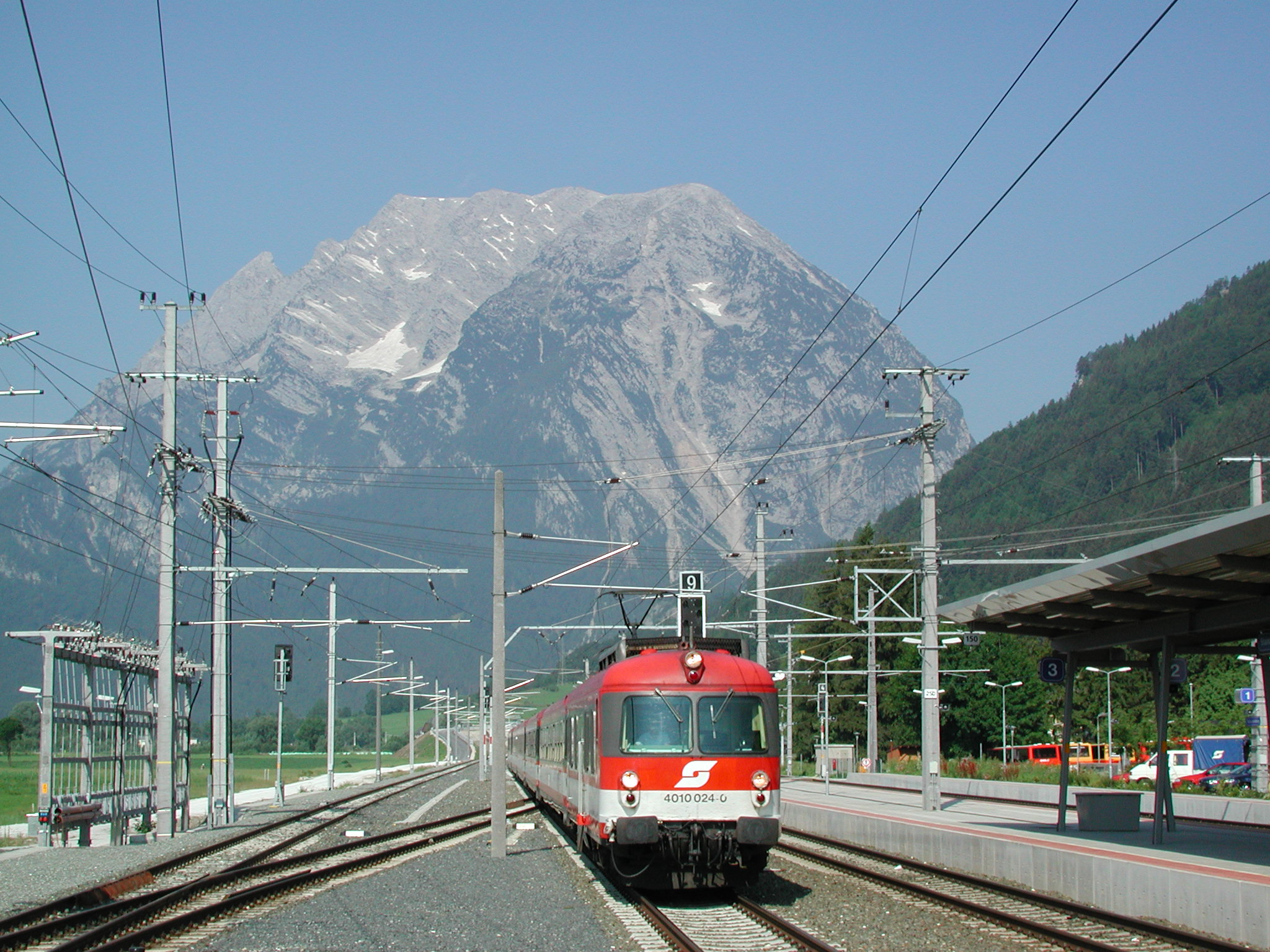
Stainach-Irdning állomáson az Ennstalbahnon